# 瓦亨巴赫河 (哈芬洛爾河支流)
49°53′5.08″N 9°34′19.04″E / 49.8847444°N 9.5719556°E

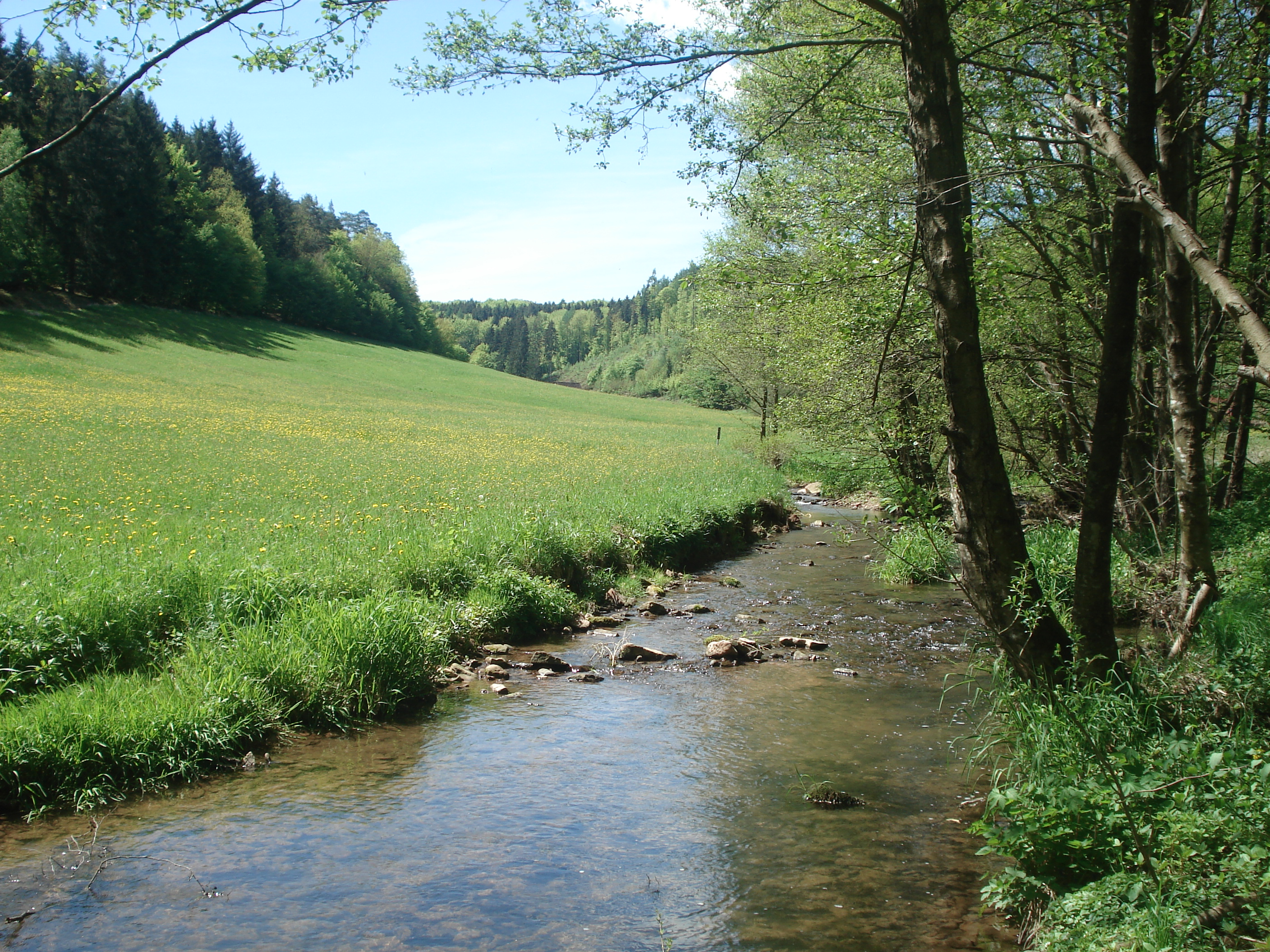
瓦亨巴赫河（哈芬洛爾河支流）

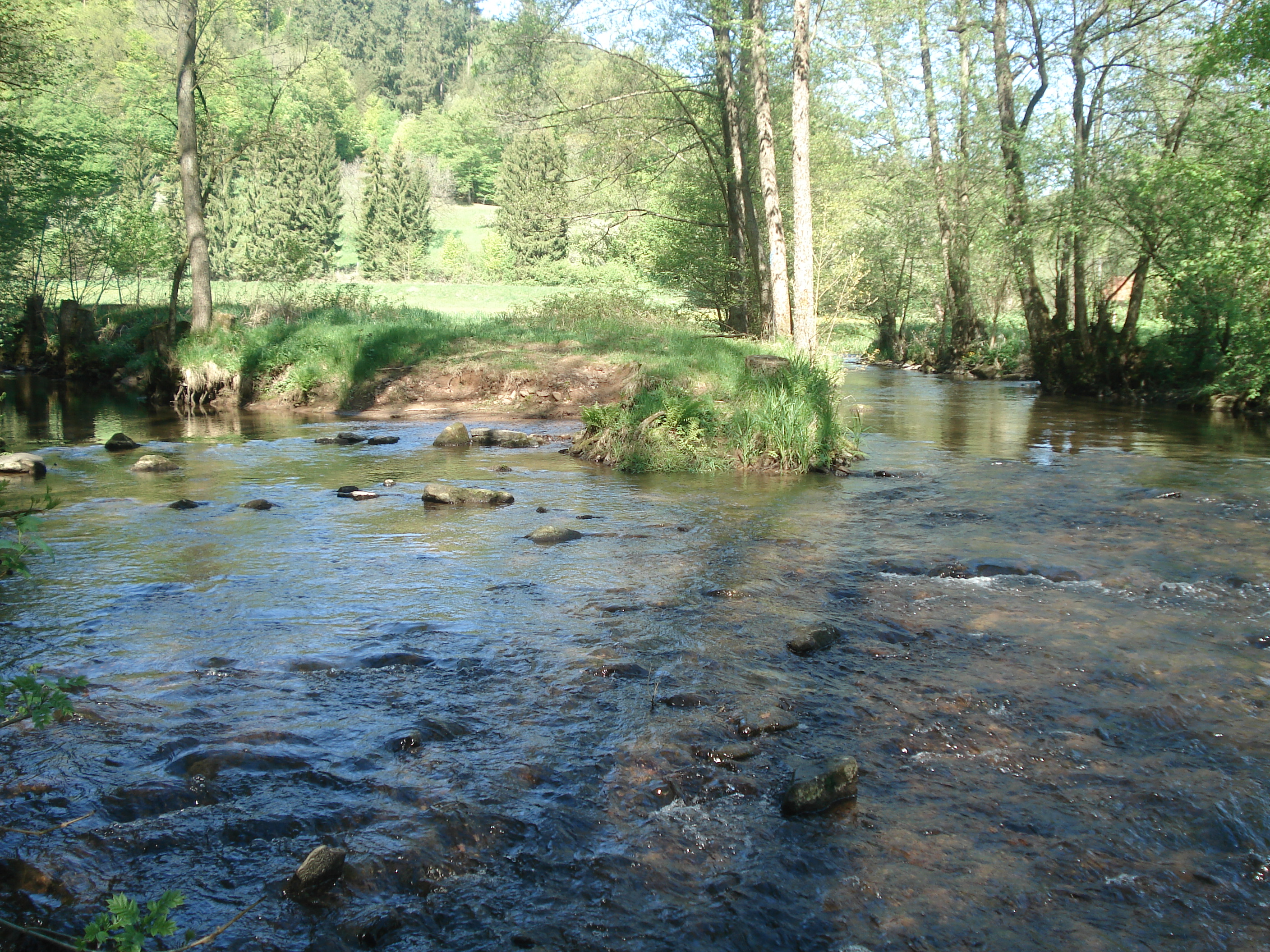
瓦亨巴赫河（哈芬洛爾河支流）

瓦亨巴赫河（德語：Wachenbach），是德國的河流，位於該國東南部，由巴伐利亞負責管轄，屬於哈芬洛爾河的右支流，河道全長4.7公里，流域面積40.8平方公里。